# MrBeast
James Stephen "Jimmy" Donaldson (Wichita, 7 de maio de 1998), mais conhecido como MrBeast, é um criador de conteúdo para a plataforma de vídeos YouTube, empresário e filantropo norte-americano, creditado por ser pioneiro em desafios envolvendo dinheiro. Seu canal principal no YouTube possuía mais de 300 milhões de inscritos em 11 de julho de 2024, tornando-o o primeiro maior, o indivíduo com mais inscritos e o mais bem pago.
Donaldson começou a postar vídeos neste canal no início de 2012, aos 13 anos, usando o identificador "MrBeast6000"; seu conteúdo inicial variava de jogos a reações. Ele se tornou notório em 2017, depois que seu vídeo "contando até 100.000" ganhou dezenas de milhares de visualizações em apenas alguns dias. Com o tempo, seu estilo de conteúdo se diversificou para incluir vídeos de desafios com recompensas de milhares de dólares e vlogs. Depois que seu canal entrou em ascensão, ele contratou vários de seus amigos de infância para ajudá-lo a administrar a marca. Em 2022, a equipe era composta por 30 pessoas, incluindo o próprio Donaldson.
Além de "MrBeast", Donaldson administra os canais Beast Reacts, MrBeast Gaming, MrBeast 2 (anteriormente MrBeast Shorts), uma grande quantidade de canais em outras línguas (MrBeast Brasil, MrBeast en español, MrBeast en français etc) e o canal de filantropia Beast Philanthropy. Ele também é o fundador do MrBeast Burger e Feastables. Além disso, é co-criador da Team Trees, uma arrecadação de fundos para a Arbor Day Foundation que obteve mais de US$ 23 milhões, e Team Seas, uma arrecadação de fundos para Ocean Conservancy e The Ocean Cleanup que arrecadou mais de US$ 30 milhões. Em 2023, a revista Time o nomeou uma das 100 pessoas mais influentes do mundo.

## Biografia

### Infância e estreia no YouTube (2012–2017)
James Stephen Donaldson, frequentemente referido como Jimmy, nasceu em 7 de maio de 1998, em Wichita, no estado do Kansas, em uma família de classe média. É o segundo de três filhos de Sue Donaldson, que serviu ao exército dos Estados Unidos como diretora da prisão de Mannheim, Alemanha, antes de ser transferida para Fort Leavenworth. MrBeast não possui contato com seu pai, desde a separação do casal em 2007. Seu padrasto, o ex-fisioterapeuta Tracy, e sua mãe trabalham no gerenciamento da empresa. O irmão mais velho, Charles Donaldson, também é um influenciador digital.
Donaldson enviou seu primeiro vídeo ao YouTube em fevereiro de 2012, aos 13 anos, sob o identificador "MrBeast6000"; seu conteúdo inicial era focado em temas que obtiveram sucesso em outras canais, como jogos (principalmente Minecraft e Call of Duty: Black Ops II), vídeos estimando a fortuna de outros youtubers e dicas para futuros criadores de conteúdo. Ele exibia o rosto com pouca frequência nesses vídeos. Em julho de 2013, a contagem de inscritos do canal, então denominado "That-dude", era de cerca de 240.
Em 2015 e 2016, Donaldson começou a ganhar popularidade com sua série "Piores introduções no YouTube", zombando de vinhetas de outros canais. Em meados de 2016, possuía cerca de 30 mil inscritos. No mesmo ano, ele se formou na Greenville Christian Academy, uma escola particular. Aos 15 anos, no segundo ano do ensino médio, foi diagnosticado com doença de Crohn, tema que não aborda com frequência. Donaldson entrou para East Carolina University, mas desistiu da universidade na primeira semana para se dedicar integralmente ao canal. Inicialmente sua mãe não aprovou a decisão e o fez sair de casa.
Após ser expulso, Donaldson morou em um duplex com sua amiga de infância, Kris Tyson. Em entrevista para Rolling Stone, Tyson revelou sua primeira inscrita do canal e, apesar de estar na faculdade e trabalhar meio período na Best Buy, ajudava na gravação do conteúdo. O primeiro contrato comercial foi realizado naquele ano e os US$ 10 mil foram doados para um morador de rua em um vídeo. À medida que o canal crescia, na época com 750 mil inscritos, Donaldson contratou Tyson e outros amigos.

### Ascensão à fama (2017–2020)

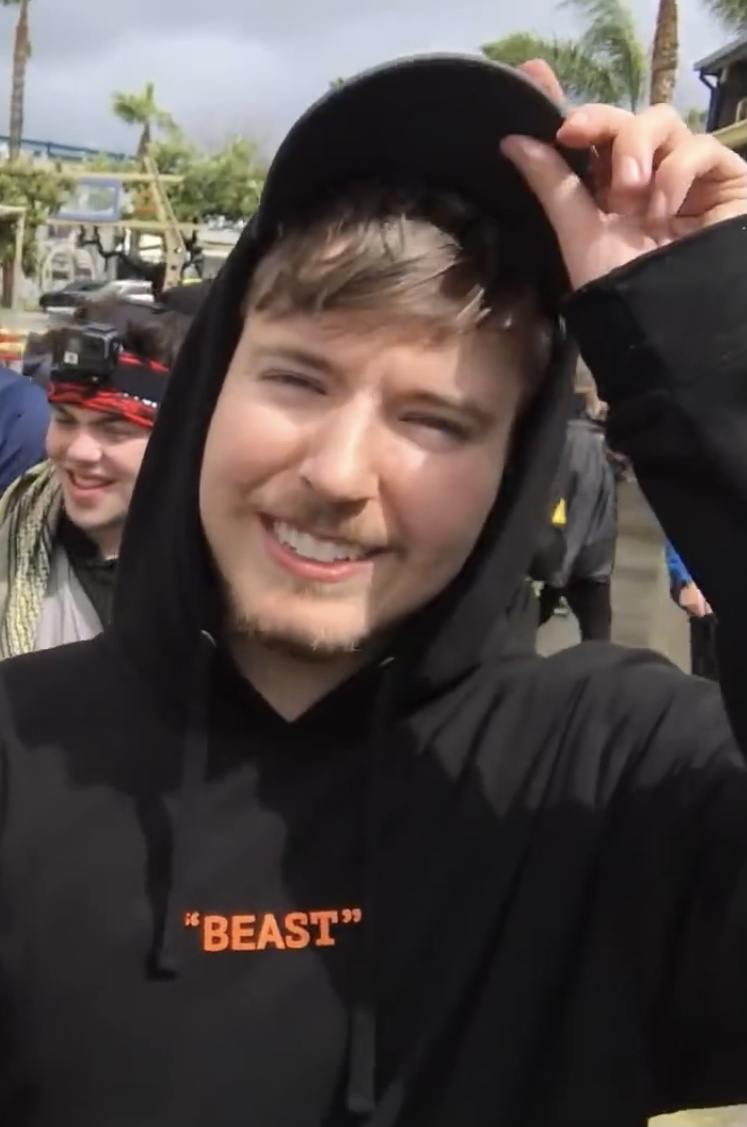
Donaldson em Los Angeles em março de 2019, produzindo uma competição de US$ 200 mil para seu canal no YouTube

Em janeiro de 2017, Donaldson publicou um vídeo de quase um dia inteiro contando até 100 mil. A contagem levou 40 horas, com algumas partes aceleradas para "mantê-lo abaixo de 24 horas". Ele também ganhou popularidade durante esse período com desafios, como observar a tinta secar por uma hora, tentar ficar debaixo d'água por 24 horas (o que acabou falhando devido a problemas de saúde) e uma tentativa malsucedida de girar um fidget spinner por um dia. Em 2018, havia doado US$ 1 milhão por meio de seus desafios, o que lhe rendeu o título de "maior filantropo do YouTube". Durante a competição PewDiePie vs T-Series em 2018, para obter o título de canal com mais inscritos do YouTube, Donaldson comprou outdoors, anúncios de televisão e rádio para ajudar PewDiePie a ultrapassar a empresa T-Series. Durante o Super Bowl LIII, ele comprou vários assentos para si e sua equipe, cujas camisetas diziam "Sub 2 PewDiePie".
Em março de 2019, Donaldson organizou e filmou uma competição de battle royale em Los Angeles valendo um prêmio de US$ 200 mil (dois jogos foram disputados, valendo US$ 100 mil cada). O evento e a premiação foram patrocinados pela editora Apex Legends. Em maio, bateu o recorde de vídeo não musical mais curtido, com mais de 25 milhões de curtidas em abril de 2023. Donaldson foi acusado de usar dinheiro falso em um vídeo publicado em 23 de novembro. Mais tarde, ele explicou que usou dinheiro falso para evitar preocupações com a segurança e que os participantes receberam cheques reais após as filmagens. MrBeast atingiu 50 milhões de inscritos naquele ano.
Em abril de 2020, Donaldson criou uma competição de pedra, papel e tesoura que contou com a participação de 32 influenciadores e um prêmio de US$ 250 mil, que na época se tornou a transmissão ao vivo mais assistida do YouTube, com 662 mil espectadores simultâneos. Em junho lançou um jogo para celular intitulado "Finger on the App". Nele, os jogadores tocavam na tela do smartphone e a última pessoa a remover o dedo da tela ganhava US$ 25 mil. No final, quatro pessoas ganharam US$ 20 mil cada, depois de manter o dedo no aplicativo por mais de 70 horas.
Em 17 de setembro, foi criado o canal Beast Philanthropy. No primeiro vídeo do canal, Donaldson anunciou uma instituição de caridade e banco de alimentos e nomeou Darren, que havia aparecido em vídeos anteriores, como diretor executivo. De acordo com a descrição do canal, 100% de sua receita de publicidade, negócios de marca e vendas de mercadorias são doados para instituições de caridade. Em outubro do mesmo ano, Donaldson organizou outro torneio de influenciadores com 24 competidores e um prêmio de US$ 300 mil. O torneio acabou sendo vencido por Charli D'Amelio, o que causou controvérsia devido a alegações de trapaça.
Uma sequência do jogo, intitulada "Finger on the App 2", foi planejada para ser lançada em dezembro de 2020. No entanto, foi adiada para fevereiro e depois para março de 2021 devido a alta quantidade de downloads, causando o travamento e exigindo que os desenvolvedores atualizem seus servidores. Desta vez, o jogo contou com um prêmio de US$ 100 mil. O vencedor manteve o dedo na tela por cerca de 51 horas; o segundo colocado também recebeu um prêmio de US$ 20 mil.

### 100 milhões de inscritos (2021–presente)

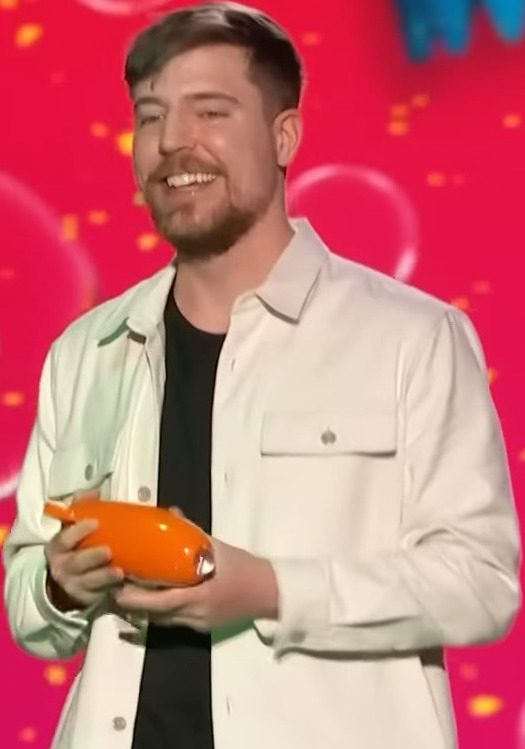
MrBeast recebendo o prêmio Kids' Choice Awards 2023 na categoria Criador Masculino Favorito

Em 1 de janeiro de 2021, Donaldson lançou o vídeo "Youtube Rewind 2020, graças a Deus acabou". No vídeo, ele afirma que os criadores "deveriam ter mais voz no YouTube Rewind", um vídeo de retrospectiva criado pelo YouTube, e por isso decidiu gravar com outras pessoas. Um mês depois, MrBeast assinou um contrato de distribuição de conteúdo no Facebook e Snapchat.
Em novembro de 2021, Donaldson realizou uma competição simulando a série Squid Game na vida real, em que 456 pessoas disputaram um prêmio em dinheiro de US$ 456 mil. O vídeo tinha mais de 325 milhões de visualizações em 24 de dezembro de 2022, tornando-o seu vídeo mais visto e também um dos mais assistidos do ano. Uma análise da revista Vice criticou o conteúdo e afirmou que ele "entendeu mal a mensagem anticapitalista de Squid Game". Em dezembro, ele criou um terceiro torneio de influenciadores com 15 competidores e um prêmio de US$ 1 milhão.
Em 28 de julho de 2022, ultrapassou 100 milhões de inscritos em seu canal principal, tornando-se o quinto canal e o segundo indivíduo a atingir a marca. Em 17 de novembro entrou para o Guinness World Records como o indivíduo com mais inscritos, com 112.193.139. Em dezembro, duas roupas vendidas por MrBeast e outros itens foram adicionados ao Fortnite Battle Royale. A Epic Games também promoveu um torneio no Fortnite, que teve um prêmio de um milhão de dólares. No mesmo mês realizou uma parceria com a Nerf e apareceu na lista Forbes 30 Under 30. Naquele ano possuía 215 milhões de inscritos e mais de 30 bilhões de visualizações em todos seus canais, antes do YouTube disponibilizar a função de dublagem e MrBeast desistir de canais em outros idiomas.
Em janeiro de 2023, Donaldson pagou a cirurgia de catarata para mil pessoas que tinham visão severamente limitada e não podiam pagar pelo procedimento. As respostas ao seu vídeo variaram, recebendo inúmeras críticas por se promover usando doenças. Outros comentários criticaram o sistema médico estadunidense por não fornecer os cuidados necessários aos pacientes do vídeo, questionando por que eles tiveram que esperar por um youtuber para realizar o procedimento. Em fevereiro, ele apareceu em um comercial para a NFL que foi ao ar durante o Super Bowl LVII. Além do YouTube, MrBeast possui a quinta conta com mais seguidores do TikTok.
Em junho de 2024, MrBeast se tornou o canal com mais inscritos no YouTube, ultrapassando a T-Series com 266 milhões de inscritos. Durante uma campanha em 2019, a T-series se tornou o maior canal da plataforma, ultrapassando o criador de conteúdo sueco PewDiePie. Com mais de 270 milhões de inscritos, Donaldson comentou nas redes sociais afirmando ter "vingado" PewDiePie.

## Outros trabalhos

### MrBeast Burger
Will Hyde, produtor do canal MrBeast, anunciou em novembro de 2020 que Donaldson lançaria um aplicativo de restaurante chamado MrBeast Burger em dezembro do mesmo ano. Ele afirmou que o MrBeast Burger venderá os direitos de franquia para servir os hambúrgueres a restaurantes nos Estados Unidos e os clientes poderão pedir a comida através da internet. Em agosto de 2022, Donaldson anunciou que lançaria uma loja MrBeast Burger em East Rutherford, New Jersey, perto de New York City, para ser o local de seu primeiro restaurante. O restaurante abriu em 4 de setembro de 2022.

### Feastables

Logotipo da Feastables

Em janeiro de 2022, Donaldson anunciou a criação de uma nova empresa de alimentos chamada Feastables, que lançou sua própria marca de barras de chocolate chamada "MrBeast Bars". No lançamento ofereceram 3 sabores de barras, com amêndoa e quinoa crocante. No lançamento ocorreu um sorteio de mais de US$ 1 milhão em prêmios, incluindo 10 pessoas que teriam a chance de concorrer a uma fábrica de chocolate em um futuro vídeo, em referência ao filme Charlie and the Chocolate Factory. O vídeo foi lançado em junho de 2022, apresentando Gordon Ramsay como juiz e um prêmio em dinheiro de US$ 500 mil. Em 2 de fevereiro, a Feastables anunciou parcerias com Turtle Beach Corporation e Roccat para fornecer prêmios para os sorteios.
Em 3 de março de 2023, Donaldson pediu aos fãs no Twitter para destacar os produtos da Feastables nas prateleiras das lojas e sugeriu ocultar os concorrentes. Feastables ofereceu aos fãs US$ 5000 se eles fornecessem provas de sua ajuda. Os tweets atraíram críticas e acusações de que a empresa estava explorando os fãs para trabalho não remunerado. Em 7 de abril foi revelada uma parceria com Karl Jacobs para lançar uma linha de balas de goma chamada "Karl Gummies". A marca rendeu mais de US$ 10 milhões nos primeiros meses.

### Investimentos
Donaldson é um investidor da startup de tecnologia Backbone, que produz o Backbone One, um controle que torna os smartphones mais parecidos com os controles do Nintendo Switch, e o aplicativo Backbone, com ferramentas para criação de conteúdo. Em março de 2021, fez parceria com a rede financeira Creative Juice para apresentar o Juice Funds, um fundo de investimento de US$ 2 milhões para criadores de conteúdo. Em abril tornou-se um investidor da empresa Current. No mesmo mês, Donaldson recebeu uma reação negativa depois que os fãs perderam grandes quantias de dinheiro no investimento em criptomoeda no qual ele promoveu.

## Filantropia

### Team Trees

Team Trees

Em 25 de outubro de 2019, Donaldson e o ex-engenheiro da NASA e YouTuber Mark Rober organizaram um evento para arrecadação de fundos chamado Team Trees. O objetivo deste projeto era arrecadar US$ 20 milhões para a Arbor Day Foundation até 1 de janeiro de 2020 e plantar árvores "no máximo até dezembro de 2022". Cada doação vai para a instituição, que se compromete a plantar uma árvore para cada dólar doado. As árvores começaram a ser plantadas em outubro de 2019 em parques nacionais dos Estados Unidos.
O projeto recebeu atenção de diversos criadores e grandes doações dos executivos corporativos Jack Dorsey, Susan Wojcicki, Elon Musk e Tobias Lütke. Empresas como Discovery Channel, Verizon e Plants vs. Zombies também contribuíram. Em 11 de fevereiro de 2023, a meta original de 20 milhões de árvores foi superada, com mais de US$ 24 milhões em doações.

### Team Seas

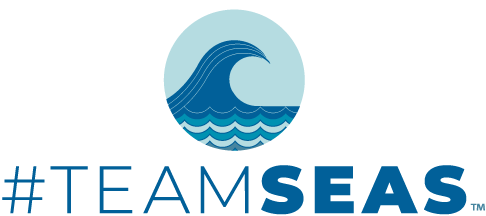
Team Seas

Em 29 de outubro de 2021, Donaldson e Rober organizaram outro evento colaborativo intitulado Team Seas. O objetivo deste projeto era arrecadar US$ 30 milhões para Ocean Conservancy e The Ocean Cleanup até 1 de janeiro de 2022. A meta financiaria a remoção de 30 milhões de libras de plástico e outros resíduos dos oceanos, rios e praias. Ambos foram apoiados por milhares de criadores de conteúdo.

## Vida pessoal

### Fortuna, influência e política

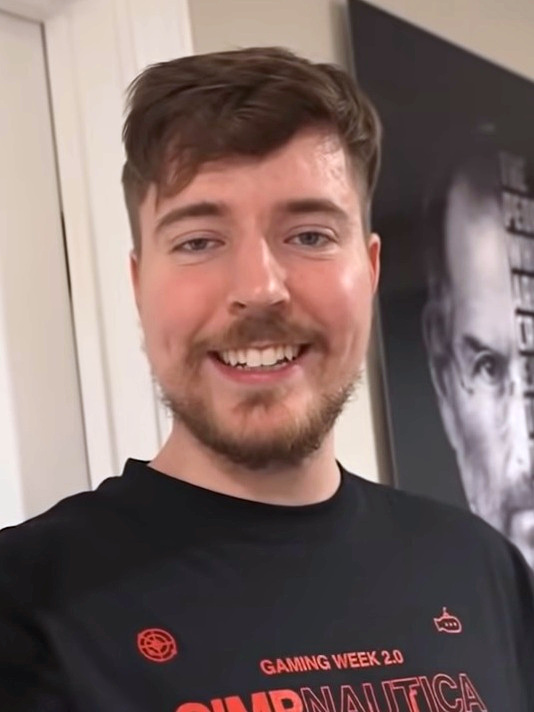
Donaldson em seu escritório em 2021, com um quadro de Steve Jobs ao fundo

Donaldson cita como principais influências os empresários Steve Jobs e Elon Musk. Sobre as controvérsias envolvendo Musk, afirmou que "não apoio ou admiro tudo o que ele faz ou como ele trata as pessoas". Muitos dos seus vídeos são patrocinados por várias empresas. Sua agência, Night Media, realizou contratos de seis dígitos por anúncios de 30 segundos. Tim Kasser analisou que um vídeo de MrBeast promovendo um produto custaria cerca de metade do preço de um anúncio de televisão, com maior engajamento.
Donaldson afirmou em janeiro de 2021 que dirige seu canal principal com prejuízo, sendo subsidiado pelos canais de jogos e reações que exigem menos trabalho. Em janeiro de 2022, a Forbes classificou MrBeast como o criador de conteúdo mais lucrativo do YouTube, ganhando cerca de US$ 54 milhões em 2021, sendo US$ 32 milhões em anúncios e US$ 9 milhões em conteúdo patrocinado. A revista prevê que ele possa se tornar o primeiro criador de conteúdo a atingir a marca de um bilhão. Sua renda naquele ano o teria colocado em 40º lugar na lista Forbes Celebrity 100, ganhando tanto dinheiro quanto Vin Diesel e Lewis Hamilton. MrBeast diz que não "dá a mínima para dinheiro" e planeja doar tudo antes de morrer.
Uma reportagem de 2023 do jornal New York Post revelou que a primeira residência de Donaldson foi comprada em 2018 por US$ 320 mil. Ela possui dois andares e ocupa 3 mil pés quadrados, com quatro quartos no primeiro e mais três no segundo andar. Ele também comprou outras três casas da vizinhança em um valor total de US$ 1,45 milhão, com objetivo de criar um bairro exclusivo para seus funcionários. Seu apartamento foi invadido anteriormente, forçando-o a se mudar para um condomínio fechado, com janelas à prova de balas, portas reforçadas com aço e um segurança.
Ele se considera apolítico, dizendo que "não quero me alienar aos Republicanos ou Democratas... Eu gosto de ter um lugar onde todos possam apoiar [minha] instituição de caridade. Meu objetivo é alimentar centenas de milhões de pessoas... seria muito bobo da minha parte me alienar". Em 2022, Donaldson comentou que consideraria concorrer a presidente dos Estados Unidos "daqui a 20 anos". Ele acrescentou que os Estados Unidos "devem ter presidentes mais jovens".

### Sexualidade e relacionamentos
Em outubro de 2018, The Atlantic publicou um artigo sobre falas homofóbicas e transfóbicas de Donaldson. O artigo afirma que, quando adolescente, ele tinha o hábito de se referir às pessoas como "bichas" no Twitter, regularmente tratava ser homossexual como uma piada e "gay" como um insulto. Em referência a publicações no Reddit sobre transexualidade, afirmou que se identificava sexualmente como um "helicóptero de ataque". Em 2021, um porta-voz de Donaldson afirmou que ele havia "crescido e amadurecido".
Em uma entrevista de abril de 2022 para The Daily Beast, Donaldson anunciou que não era mais um cristão evangélico e se identificou como agnóstico, pois discorda da posição da igreja sobre a homossexualidade. Ele afirma que durante o tempo em que cresceu "no coração da Bible Belt", a religião estava "batendo em [sua] cabeça todos os dias" e que foi ensinado que "os gays são a razão pela qual Deus virá e queimará esta Terra". "Eu percebi, 'Oh, isso não é normal. Este é apenas um lugar estranho onde cresci.' Então, esse tipo de coisa, eu [queria poder] voltar no tempo e dizer: 'Ei, pare'".
Em junho de 2019, iniciou um relacionamento com a também influenciadora digital Maddy Spidell. Após o fim da relação em 2022, conheceu a escritora Thea Booysen na África do Sul. Segundo o Insider, MrBeast viajou para Antártida para gravação de um vídeo, mas em decorrência da pandemia de COVID-19 permaneceu na África por um período de tempo maior. Booysen também realiza transmissões na plataforma Twitch.
Em abril de 2023, Chris Tyson anunciou publicamente que encerrou seu casamento e estava realizando transição de gênero com terapia de reposição hormonal. Em resposta às alegações de que ela se tornaria um "pesadelo" para o canal, Donaldson defendeu Tyson e disse: "Chris não é meu 'pesadelo', ele é meu amigo e as coisas estão bem. Toda essa transfobia está começando a me irritar".

## Imagem pública

### Estilo de conteúdo

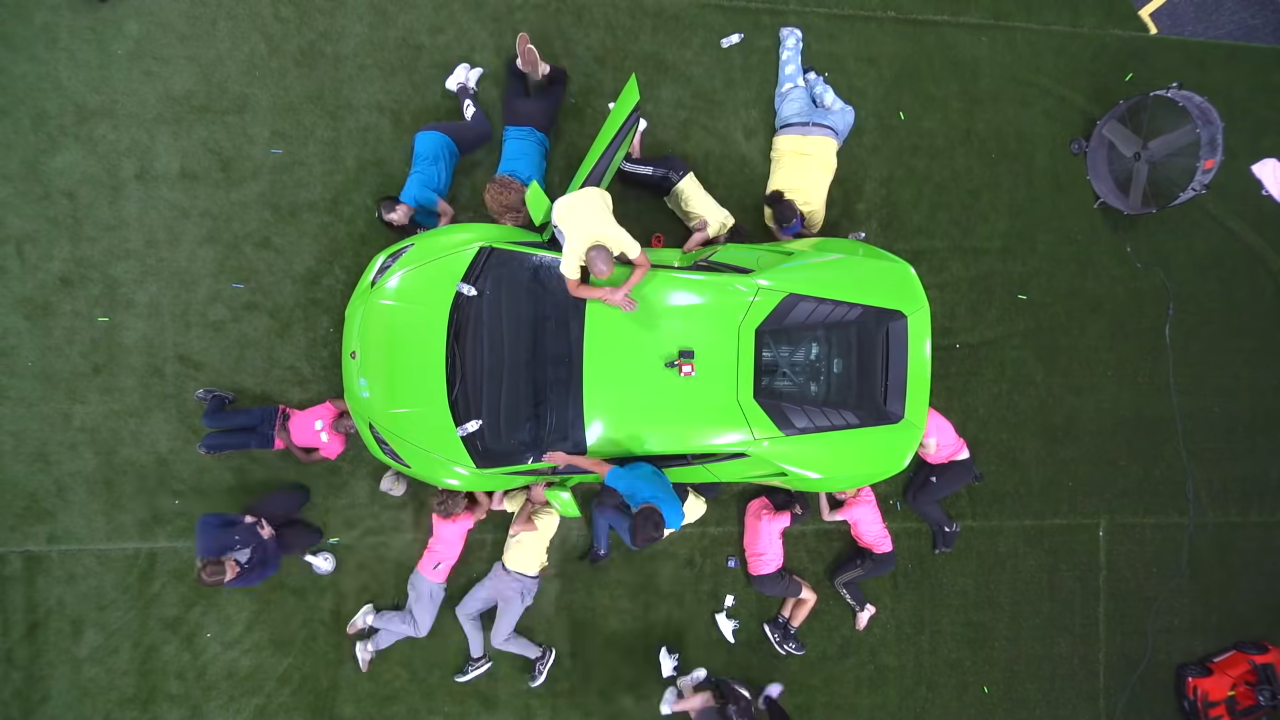
Donaldson dando uma lamborghini para a pessoa que mantiver a mão nela por mais tempo

"Uma vez que você sabe como tornar um vídeo viral, é apenas sobre como divulgar o máximo possível, [...] você pode praticamente ganhar dinheiro ilimitado. [...] Os vídeos levam meses de preparação. Muitos deles levam de quatro a cinco dias de filmagem. Há uma razão para outras pessoas não fazerem o que eu faço."
—Jimmy Donaldson
Os vídeos de Donaldson são conhecidos por terem elementos para serem "virais". Ao fazer isso, ele obtém vendas de publicidade de "dezenas de milhões de dólares", já que o algoritmo de recomendação das mídias sociais mostram seus vídeos para mais pessoas. O Yahoo!, em uma matéria de 2023 sobre a popularidade de MrBeast entre crianças e adolescentes, observou que "quanto mais ultrajante um vídeo, mais potencial ele tem para se tornar viral". Diversas fontes também observaram a presença de clickbait e sensacionalismo nos títulos, como "Adotei TODOS os cães em um abrigo para cães", com termos em maiúsculo para chamar atenção e imagens com expressão de surpresa.
Donaldson é creditado por lançar um novo estilo de vídeo de desafio com alto custo. Para Rolling Stone, o personagem principal do canal não é MrBeast, mas "dinheiro vivo". "O dinheiro — pilhas, feixes, montes dele — ocupa o centro do palco em quase todos os seus vídeos". De acordo com ele, os grandes prêmios monetários são um fator importante no engajamento do espectador. Portanto, seus vídeos geralmente o envolvem doando grandes quantias de dinheiro para indivíduos, doações de casas e produtos ou viagens surpreendentes. Em 2022, os vídeos custaram em média US$ 1,5 milhão.
Conforme os integrantes do canal, alguns vídeos utilizaram mais de sete câmeras simultâneas, resultando em mais de 80 horas de filmagem. Todos são roteirizados, com objetivo de impedir descartar gravações e, consequentemente, evitar gastos financeiros com cenários e horas de edição. O estúdio de MrBeast possui 60 mil pés quadrados. Após conhecê-lo, o escritor Derral Eves escreveu que Donaldson "está sempre trabalhando em direção ao seu objetivo de reinvestir seu dinheiro para 'criar espectáculos maiores e fazer uma diferença maior'".

### Colaboradores
À medida que seu canal crescia, Donaldson contratou quatro amigos de infância – Kris Tyson, Chandler Hallow, Garrett Ronalds e Jake Franklin – para contribuir com seu canal. Hallow trabalhou em funções da casa, antes de aparecer nos vídeos em 2018. Franklin e Ronalds deixaram a equipe em 2020; depois, Nolan Hansen e Karl Jacobs, anteriormente cinegrafista do seu irmão, ocuparam as posições. A equipe era composta por pelo menos 30 pessoas em 2022. MrBeast recebeu acusações de possuir um ambiente difícil; nove ex-funcionários afirmaram que, embora ele às vezes fosse generoso, seu comportamento mudava quando as câmeras estavam desligadas.
Em um artigo do The New York Times de maio de 2021, Matt Turner, editor de fevereiro de 2018 a setembro de 2019, afirmou que MrBeast o repreendia quase diariamente, inclusive chamando-o de "retardado". Uma reportagem da Insider mostrou que Turner postou um vídeo em 2018 explicando suas alegações, e em outubro de 2019 realizou uma publicação no Twitter, posteriormente excluida, que afirmava que ele era "gritado, intimidado, chamado de retardado mental e substituível por MrBeast todos os dias".
Nate Anderson pediu demissão depois de trabalhar por uma semana em 2018 devido ao que ele disse serem exigências irracionais e chamou Donaldson de perfeccionista. Depois de lançar um vídeo descrevendo sua experiência, Anderson teria recebido ameaças de morte dos fãs de MrBeast. Em 2023, Donaldson minimizou as críticas, argumentando que das centenas de ex-empregados, "duas pessoas acharam que eu era muito exigente, o que foi ótimo". "Temos padrões elevados, mas não é um ambiente de trabalho tóxico".

### Recepção e impacto
Pesquisas de opinião mostraram que Donaldson é um dos youtubers mais populares e influentes da plataforma. Uma pesquisa da SurveyMonkey de 2021 mostrou que 70% dos entrevistados têm uma visão favorável dele, em comparação com 12% que tiveram uma visão desfavorável. Seu estilo de conteúdo também é frequentemente copiado, com MrBeast considerando em 2022 que as cópias estavam "saindo do controle".
Em 21 de janeiro de 2018, o policial Matt Boyette de Tarboro apreendeu Donaldson e Luis Guerrero Rijo por estarem dirigindo a 122 mi (196 km) por hora em uma estrada de 70 mi (113 km) por hora. Os policiais também encontraram com um passageiro de Rijo uma garrafa com álcool, uma pistola 9 mm carregada e várias munições. O passageiro tinha cinco ordens de prisão pendentes, incluindo uma por violência doméstica. Os motoristas foram acusados de condução imprudente e competição de velocidade; MrBeast pagou fiança de US$ 100 mil.
Em fevereiro de 2021, durante lançamento do aplicativo Clubhouse, Donaldson foi acusado de agredir o empresário Farokh Sarmad depois que ele disse que não conseguia pronunciar seu nome, uma ação que Sarmad mais tarde disse ser racista. As reivindicações de Sarmad foram negadas por outros integrantes do local, que alegaram que MrBeast o removeu junto com outros para abrir espaço para as mulheres no palco.
Em 2023, a revista Time o adicionou em sua lista das 100 pessoas mais influentes do mundo. O influenciador Mark Rober escreveu em seu perfil: "Ele está constantemente elevando o nível para os criadores, seja recriando Squid Game na vida real ou pagando pelas cirurgias oculares de 1.000 cegos. Ele realmente não entende o pensamento pequeno ou a complacência". Apesar disso, MrBeast declarou que "muitas pessoas ainda veem os youtubers como uma subclasse de influenciadores" e que "não entendem verdadeiramente a influência que muitos criadores têm".

## Filmografia
| Ano  | Título                                      | Papel                  | Ref.    |
| ---- | ------------------------------------------- | ---------------------- | ------- |
| 2023 | Teenage Mutant Ninja Turtles: Mutant Mayhem | Pessoa na Times Square | [ 138 ] |

## Prêmios e indicações
| Ano  | Prêmio                   | Categoria                              | Resultado | Ref.            |
| ---- | ------------------------ | -------------------------------------- | --------- | --------------- |
| 2019 | 9º Streamy Awards        | Criador de Destaque                    | Venceu    | [ 139 ]         |
| 2019 | 9º Streamy Awards        | Elenco                                 | Indicado  | [ 139 ]         |
| 2019 | 9º Streamy Awards        | Criador do Ano                         | Indicado  | [ 139 ]         |
| 2020 | 12º Shorty Awards        | YouTuber do Ano                        | Venceu    | [ 140 ]         |
| 2020 | 10º Streamy Awards       | Criador do Ano                         | Venceu    | [ 141 ] [ 142 ] |
| 2020 | 10º Streamy Awards       | Live Especial                          | Venceu    | [ 141 ] [ 142 ] |
| 2020 | 10º Streamy Awards       | Bem Social: Criador                    | Venceu    | [ 141 ] [ 142 ] |
| 2020 | 10º Streamy Awards       | Bem Social: Sem fins lucrativos ou ONG | Venceu    | [ 141 ] [ 142 ] |
| 2021 | Kids' Choice Awards 2021 | Estrela Masculina Favorita             | Indicado  | [ 143 ]         |
| 2021 | 11º Streamy Awards       | Criador do Ano                         | Venceu    | [ 144 ]         |
| 2022 | Kids' Choice Awards 2022 | Criador Masculino Favorito             | Venceu    | [ 145 ]         |
| 2022 | 12º Streamy Awards       | Criador do Ano                         | Venceu    | [ 146 ] [ 147 ] |
| 2022 | 12º Streamy Awards       | Colaboração                            | Indicado  | [ 146 ] [ 147 ] |
| 2022 | 12º Streamy Awards       | Bem social: Criador                    | Venceu    | [ 146 ] [ 147 ] |
| 2022 | 12º Streamy Awards       | Produtos                               | Indicado  | [ 146 ] [ 147 ] |
| 2022 | 12º Streamy Awards       | Edição                                 | Indicado  | [ 146 ] [ 147 ] |
| 2022 | 12º Streamy Awards       | Engajamento da Marca                   | Venceu    | [ 146 ] [ 147 ] |
| 2022 | 12º Streamy Awards       | Campanha de Impacto Social             | Indicado  | [ 146 ] [ 147 ] |
| 2023 | Kids' Choice Awards 2023 | Criador Masculino Favorito             | Venceu    | [ 148 ]         |

### Recordes Mundiais
| Publicação             | Ano  | Recorde mundial                                             | Detentor do recorde | Ref.    |
| ---------------------- | ---- | ----------------------------------------------------------- | ------------------- | ------- |
| Guinness World Records | 2021 | Maior contribuinte do YouTube com maior rendimento (atual)  | MrBeast             | [ 149 ] |
| Guinness World Records | 2022 | Maior hambúrguer vegetariano                                | MrBeast             | [ 150 ] |
| Guinness World Records | 2022 | Maior número de inscritos para um homem no YouTube          | Jimmy Donaldson     | [ 151 ] |
| Guinness World Records | 2023 | Primeira pessoa a atingir 1 milhão de seguidores no Threads | MrBeast             | [ 152 ] |